# Roman Kolinka
Pour les articles homonymes, voir Kolinka.
Roman Kolinka est un acteur et restaurateur français, né le 16 septembre 1986 à Paris.

## Biographie

### Famille
Roman Kolinka est le fils de Richard Kolinka (né en 1953), batteur du célèbre groupe de rock Téléphone, et de l'actrice Marie Trintignant (1962-2003). Il perd sa mère à l'âge de 17 ans, morte  sous les coups de Bertrand Cantat.
Ses grands-parents maternels sont l'acteur-réalisateur Jean-Louis Trintignant (1930-2022) et la réalisatrice Nadine Trintignant (née en 1934). Sa grand-mère paternelle est Ginette Kolinka (née en 1925), juive rescapée des camps de la mort et figure du témoignage de la déportation à Auschwitz,.
Il est marié à Yoko, avec qui il a eu un fils prénommé Marlo. Il tient un restaurant à Uzès, La Famille.

## Filmographie

### Cinéma
- 2005 : Majorité, court métrage de Philippe Sfez : Blaise Lapierre
- 2009 : Cadeau de rupture, court métrage de Vincent Trintignant : le cousin de Lucas
- 2009 : L'histoire du manteau qui tombe à l'eau... De Rose, court métrage de Mahault Mollaret
- 2012 : Après Mai d'Olivier Assayas : un communautaire
- 2013 : Juliette de Pierre Godeau : Charles
- 2014 : Eden de Mia Hansen-Løve : Cyril
- 2016 : L'Avenir de Mia Hansen-Løve : Fabien
- 2017 : Maya de Mia Hansen-Løve : Gabriel Dahan
- 2023 : Toi non plus tu n'as rien vu de Béatrice Pollet : Paul, l'associé de Thomas
- 2024 : Sous le vent des Marquises de Pierre Godeau : Antoine Ferreux

### Télévision
- 1994 : Rêveuse Jeunesse de Nadine Trintignant : Roman à 7 ans
- 2000 : Victoire ou la Douleur des femmes, mini-série de Nadine Trintignant : Roman
- 2001 : L'île bleue de Nadine Trintignant : Zigomar
- 2004 : Colette, une femme libre, téléfilm en deux parties de Nadine Trintignant : Bertrand de Jouvenel
- 2024 : Disparition inquiétante : Samuel Camurat (épisode Quand l'enfant paraît d'Arnauld Mercadier)